# Dayton Open
Il Dayton Open è stato un torneo di tennis facente parte del Grand Prix giocato dal 1975 al 1980 a Dayton negli Stati Uniti su campi in sintetico indoor.

## Albo d'oro

### Singolare
| Anno | Vincitore       | Finalista       | Punteggio     |
| ---- | --------------- | --------------- | ------------- |
| 1975 | Brian Gottfried | Geoff Masters   | 6–4, 4–6, 6–4 |
| 1976 | Jaime Fillol    | Andrew Pattison | 7–5, 6–7, 6–4 |
| 1977 | Jeff Borowiak   | Buster Mottram  | 6–3, 6–3      |
| 1978 | Brian Gottfried | Eddie Dibbs     | 2–6, 6–4, 7–6 |
| 1979 | Butch Walts     | Marty Riessen   | 6–3, 6–4      |
| 1980 | Wojciech Fibak  | Bruce Manson    | 7–6, 6–3      |

### Doppio
| Anno | Vincitori                     | Finalisti                     | Punteggio     |
| ---- | ----------------------------- | ----------------------------- | ------------- |
| 1975 | Ray Ruffels Allan Stone       | Paul Gerken Brian Gottfried   | 7–6, 7–5      |
| 1976 | Ray Ruffels Sherwood Stewart  | Jaime Fillol Charlie Pasarell | 6–2, 3–6, 7–5 |
| 1977 | Hank Pfister Butch Walts      | Jeff Borowiak Andrew Pattison | 6–4, 7–6      |
| 1978 | Brian Gottfried Geoff Masters | Hank Pfister Butch Walts      | 6–3, 6–4      |
| 1979 | Cliff Drysdale Bruce Manson   | Ross Case Phil Dent           | 3–6, 6–3, 7–6 |
| 1980 | Wojciech Fibak Geoff Masters  | Fritz Buehning Fred McNair    | 6–4, 6–4      |